# Артур Кенеди
Артур Кенеди (енгл. Arthur Kennedy) је био амерички глумац рођен 17. фебруара 1914. године у Вустеру (Масачусетс), а преминуо 5. јануара 1990. годуне у Бранфорду (Конектикат).

## Филмографија
| Улоге Артур Кенеди |               |               |       |          |
| Година             | Српски назив  | Изворни назив | Улога | Напомена |
| 1941.              | Висока Сијера |               |       |          |
| 1955.              | Часови очаја  |               |       |          |